# Herman Leys
Herman Leys (Brecht, 6 juli 1934 - Brugge, 18 juni 2013) was een Vlaams schrijver en docent.

## Levensloop
Na middelbare studies aan het Sint-Jozefscollege in Turnhout, promoveerde Herman Leys tot licentiaat in de Germaanse talen. Hij werd docent aan de Normaalschool Sint-Andreas in Brugge, en was gespecialiseerd in de opleiding van leraren Nederlands en Engels.
Hij trouwde met Jenny Aspeslagh, dochter van Emiel Aspeslagh en Yvonne Storme. Ze kregen drie kinderen: Kristin, Hans en Bruno Leys.
Hij was medestichter van de volkshogeschool Moritoen (1968-2017), die gedurende bijna een halve eeuw een belangrijke culturele rol speelde in Brugge en omstreken.

## Publicaties
- Iets van warmte, roman, 1970.
- Zonder protest, roman, 1972.
- Een emmer water, toneel, 1976.
- Bruges / Brugge, 1978 vertalingen van Engelse poëzie van Marcus Cumberlege en Owen Davis
- Eeuwig misschien, 2004, poëzie met illustraties van Horst De Blaere
- Madonna zonder kind, roman, 2009